# The Redemption Vol. 2
The Redemption Vol. 2 to drugi mixtape autorstwa Big Mike’a i wielkiej grupy hip-hopowej Ruff Ryders. Wydany w roku 2005. Występują na nim między innymi DMX, Drag-On i The Lox. Jest promowany przez singel "On Top".
- "Throw It Up" to "Get Wild" zamieszczone później na "The Redemption Vol. 4".
- W "My Clip" Drag-On rapuje szeptem nawiązując do "Whisper Song" Ying Yang Twins.
- "Ryder Story" oparte jest na podkładzie z "California Love" 2Paca. Cross nawiązuje do początku zwrotki Dr. Dre zamieniając oryginalne "west" (zachód) na "east" (wschód).
- "Coke Dope n Haze" opiera się na podkładzie "I’m Black". Flashy zastępuje wyrażenie "i'm black" (jestem czarny) wyrażeniem "my gat" (moja broń).
- "Dame Reggaeton" to skrócona wersja "Dame Reggaeton", które zostało zamieszczone na "The Redemption Vol. 4". Utwór kończy się na początku zwrotki N.O.R.E.
- "Kiss Yo Ass Goodbye" to singel promujący nadchodzący wtedy album Sheeka "After Taxes".
- "Fuckin' Wit the R" opiera się na podkładzie z "2 Tears in a Bucket" Ruff Ryders.
- "Soldier's Story" zaczyna się od odgłosów wystrzałów skierowanych do 50 Centa, które zostały skopiowane z jego singla "Many Men".
- Utwór 15 "Freestyle" opiera się na podkładzie z "Candy Shop" 50 Centa. Chociaż oznaczone jest, że występują na nim Infa.Red & Cross, można usłyszeć tylko Infa.Reda.
- "Animal" opiera się na zmienionym podkładzie z "Checkmate" Jadakissa.
- "On Top" opiera się na podkładzie z "Hate It or Love It" The Game’a.
- "Stay Down" to skrócona wersja singla promującego "The Redemption Vol. 4". Utwór kończy się na drugiej zwrotce Flashy’ego.

## Lista utworów
W każdym utworze występuje Big Mike.
| #  | Tytuł                 | Występujący | Długość |
| -- | --------------------- | --- | ------- |
| 1  | "Intro"               | Big Mike | 0:19    |
| 2  | "Thow It Up"          | - Intro: Jadakiss, DMX - Refren: Flashy - Pierwsza zwrotka: DMX - Druga zwrotka: Jadakiss - Trzecia zwrotka: Kartoon                                                          | 3:11    |
| 3  | "One"                 | Styles P | 3:02    |
| 4  | "My Clip"             | Drag-On | 1:31    |
| 5  | "Saga Continues"      | Kartoon | 1:20    |
| 6  | "Ryder Story"         | - Intro: Infa.Red - Pierwsza zwrotka: Infa.Red - Druga zwrotka: Cross | 1:52    |
| 7  | "Coke Dope n Haze"    | Flashy | 1:40    |
| 8  | "Dame Reggaeton"      | - Intro: Pirate, N.O.R.E. - Refren: Pirate - Pierwsza zwrotka: Pirate - Druga zwrotka: N.O.R.E.                                                                               | 2:02    |
| 9  | "Kiss Yo Ass Goodbye" | - Intro: Sheek Louch - Refren: Sheek Louch - Pierwsza zwrotka: Sheek Louch - Druga zwrotka: Styles P - Trzecia zwrotka: Sheek Louch                                           | 4:02    |
| 10 | "You Should Know"     | - Intro: Jadakiss - Refren: Jaheim - Pierwsza zwrotka: Jadakiss - Druga zwrotka: Jaheim - Trzecia zwrotka: Jadakiss                                                           | 4:50    |
| 11 | "In the Ghetto"       | - Pierwsza zwrotka: Bronze Black - Druga zwrotka: Styles P | 4:06    |
| 12 | "Fuckin' Wit the R"   | Drag-On | 1:26    |
| 13 | "Soldier's Story"     | - Intro: 50 Cent, Kartoon - Zwrotka: Kartoon | 1:58    |
| 14 | "Freestyle"           | Infa.Red | 2:17    |
| 15 | "The Hustler"         | Flashy | 1:22    |
| 16 | "Animal"              | Pirate | 2:20    |
| 17 | "On Top"              | - Intro: Aja Smith, Infa.Red - Refren: Aja Smith - Pierwsza zwrotka: Aja Smith - Druga zwrotka: Infa.Red - Outro: Aja Smith - Aja miejscami występuje też w zwrotce Infa.Reda | 3:09    |
| 18 | "Stay Down"           | - Refren: Akon - Wszystkie zwrotki: Flashy | 2:13    |